# Mały Kopieniec (Dolina Olczyska)
Mały Kopieniec (1167 m) – szczyt położony w reglowej części polskich Tatr Zachodnich, pomiędzy Jaszczurówką a Wielkim Kopieńcem.
Od południowego wschodu poprzez Przełęcz między Kopieńcami (1109 m) sąsiaduje z Wielkim Kopieńcem (1328 m), na południu i zachodzie stoki opadają zaś do Doliny Olczyskiej. Łagodniejsze północne zbocze w dolnej części wypłaszcza się i tworzy połogi, rozdzielający doliny Chłabowskiego Potoku oraz Olczyskiego Potoku grzbiet, na którym leżą osiedla Zakopanego – Niżnia Chłabówka i Wyżnia Chłabówka. Od wschodu w górnej części jest ograniczone wąską Doliną Suchą opadającą z Przełęczy między Kopieńcami.
Z przebiegającego równolegle do Doliny Olczyskiej z północnego zachodu na południowy wschód grzbietu Małego Kopieńca opada na stronę tej doliny pas urwistych skał. To miejsce, a także okolice Przełęczy między Kopieńcami, Doliny Suchej oraz Polana między Kopieńcami na południowo-zachodnim stoku nie są porośnięte lasem. Bezleśny jest również wspomniany grzbiet u podnóża północnego stoku. Dawniej Mały Kopieniec był wypasany, wchodził w skład Hali Kopieniec. U podstawy tego zbocza, ponad Olczyskim Potokiem, usytuowane są dwie jaskinie: Jaszczurowska Wodna i Jaszczurowska Wyżnia. Pierwsza z nich ma 33 metry długości i 3 m deniwelacji, jej otwór znajduje się na wysokości 915 m, natomiast Jaskinię Jaszczurowską Wyżnią charakteryzuje długość 18 m, deniwelacja 4,5 m i wysokość otworu 951 m.
Północny stok na wysokości 900–960 m trawersuje Droga Oswalda Balzera na odcinku Jaszczurówka – Wyżnia Chłabówka – Toporowa Cyrhla. Położona jest przy niej m.in. kaplica Najświętszego Serca Jezusa w Jaszczurówce.

## Szlaki turystyczne
Przez masyw Małego Kopieńca nie prowadzą szlaki turystyki pieszej. Przez Przełęcz między Kopieńcami i dalej trawersami północnego stoku dawniej przechodziła nartostrada z Hali Gąsienicowej do Zakopanego. Została zamknięta.